# La Bresse
La Bresse – miejscowość i gmina we Francji, w regionie Grand Est, w departamencie Wogezy.
Według danych na rok 1990 gminę zamieszkiwało 5 191 osób, a gęstość zaludnienia wynosiła 90 osób/km² (wśród 2335 gmin Lotaryngii La Bresse plasuje się na 84. miejscu pod względem liczby ludności, natomiast pod względem powierzchni na miejscu 5.).

## Zobacz też

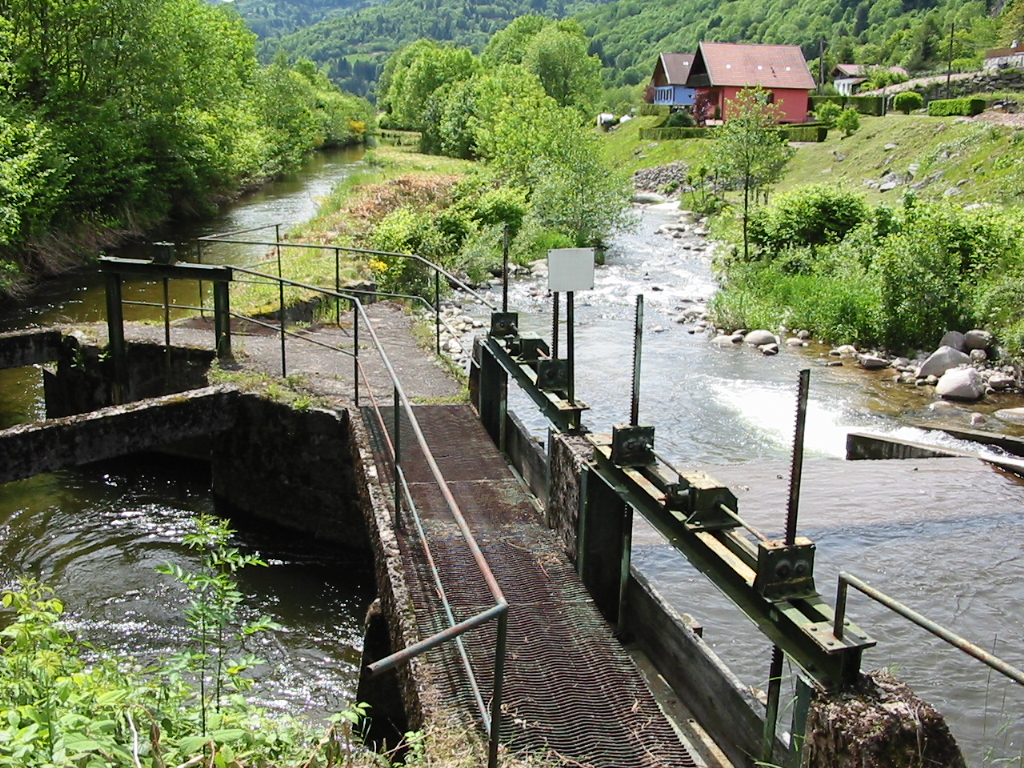
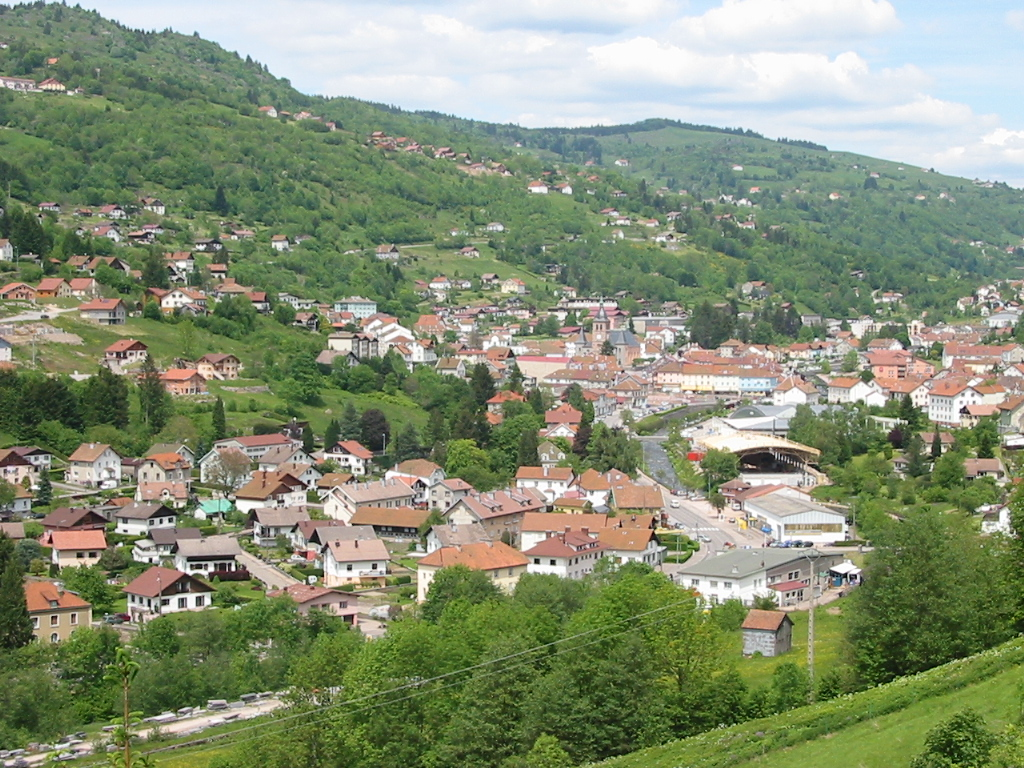
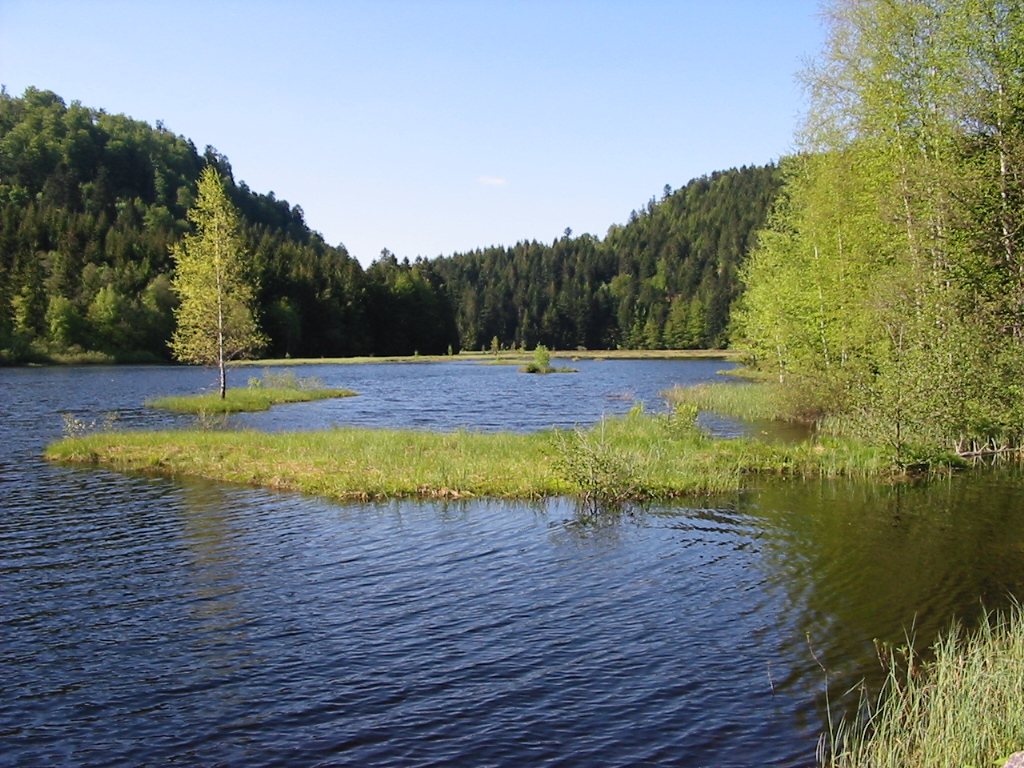

## Demografia
Rozwój demograficzny La Bresse (1962-2009)

## Miasta partnerskie
- Menaka